# Płaskowyż Kolbuszowski
Płaskowyż Kolbuszowski (512.48) – mezoregion fizycznogeograficzny w południowo-wschodniej Polsce, stanowiący część Kotliny Sandomierskiej. Ma kształt zbliżony do trójkąta o powierzchni 1668 km². Rozpościera się między dolinami Wisłoki i Sanu.
Płaskowyż ten zbudowany jest z piasków rzecznych, miejscami tworzących duże kompleksy wydmowe. Wydmy (o przewadze parabolicznych) dochodzą do 25 m wysokości. Najwyższy punkt płaskowyżu ma 269 m n.p.m.